# اکسید نپتونیوم (IV)
اکسید نپتونیوم(IV) (به انگلیسی: Neptunium(IV) oxide) با فرمول شیمیایی NpO۲ یک ترکیب شیمیایی است. که جرم مولی آن ۲۶۹ g/mol می‌باشد. شکل ظاهری این ترکیب، پودر زنگاری است.